# Erebia tunkuna
Erebia tunkuna är en fjärilsart som beskrevs av Goltz 1930. Erebia tunkuna ingår i släktet Erebia och familjen praktfjärilar. Inga underarter finns listade i Catalogue of Life.